# Station La Ferté-Imbault
Station La Ferté-Imbault is een spoorwegstation in de Franse gemeente La Ferté-Imbault.